# 皮爾·菲舍爾
皮爾·菲舍爾（英語：Peer Fischer，1972年—），本科毕业于伦敦帝国理工学院物理系。之后在剑桥大学取得博士学位，合作导师为A. David Buckingham。他曾荣获德意志学术交流中心奖学金，在康奈尔大学担任博士后研究员。之后五年，他在哈佛大学罗兰学院担任青年研究学者，并领导了一个独立实验室。
2009年，他受弗劳恩霍夫协会的引才奖的资助，在弗劳恩霍夫物理测量技术研究所建立了光子实验室。他于2011年加入斯图加特马克斯普朗克智能系统研究所，自2013年起担任斯图加特大学教授。
Peer Fischer 是马克思普朗克-洛桑理工学院分子分子纳米科学和技术中心的成员，以及与苏黎世联邦理工学院学习系统的研究成员。 此外，他还是皇家化学学会会员和AAAS Science Robotics期刊的创始编辑委员会成员。